# Fernando Crispo Capurro
Fernando Raúl Crispo Capurro (Montevideo, 8 de octubre de 1944) es un economista, político y empresario uruguayo, quien se desempeñó como subsecretario (viceministro) del entonces Ministerio de Industria y Energía en 1985-1986 y posteriormente como subsecretario de Turismo en dos oportunidades, en 1986 -siendo el primer titular del cargo al crearse el ministerio- y nuevamente en 1987-1988.

## Primeros años
Nació en Montevideo el 8 de octubre de 1944.
Es hijo de Eduardo Crispo Ayala (quien se desempeñó como ministro de Obras Públicas entre 1973 y 1976 y posteriormente como miembro del Consejo de Estado) y de María Ivana Capurro Castells, quienes habían contraído matrimonio en 1938.
Cursó sus estudios universitarios en Estados Unidos, donde se licenció en Economía en la Universidad George Washington, obteniendo luego un máster en Economía en la Universidad de Georgetown.
Entre 1973 y 1978 trabajó como economista en el Banco Interamericano de Desarrollo, y de 1978 a 1981 fue asistente técnico del Directorio del Banco Mundial.

## Actividad política
Luego de retornar a Uruguay, en 1982 inició su militancia política en el Partido Colorado, en el sector Unión Colorada y Batllista liderado por el expresidente Jorge Pacheco Areco.
En las elecciones internas de dicho año fue candidato a la Convención del Partido por la lista BAB en el puesto número 15,resultando electo.
Fue miembro de la Comisión de Programa y de grupos de trabajo del partido.
En las elecciones de 1984 integró la lista 123 como sexto candidato titular a la Cámara de Representantes.Dicha lista obtuvo cinco escaños para la XLII Legislatura, por lo que Crispo no resultó electo.

## Subsecretario de Industria  y Energía
El 1 de marzo de 1985 el nuevo presidente Julio María Sanguinetti y su ministro de Industria y Energía, Carlos Pirán, designaron a Crispo como subsecretario (viceministro) de dicha cartera.
Ocupó dicho cargo durante algo más de un año, hasta que en abril de 1986, al ser sucedido Pirán como ministro por Jorge Presno, fue designado como nuevo subsecretario Gustavo Cola Cancela.

## Subsecretario de Turismo

### Primer período
El 3 de abril de 1986, apenas creado el nuevo Ministerio de Turismo, el presidente Sanguinetti y el primer titular de la cartera, Alfredo Silvera Lima, nombraron a Crispo como primer subsecretario de la misma.
Permaneció en el cargo durante menos de dos meses, ya que, por diferencias políticas, Silvera Lima solicitó pronto su alejamiento del cargo,siendo sustituido el 21 de mayo de 1986 por Jorge Baliñas Barbagelata.

### Segundo período
El 3 de abril de 1987, una vez sucedido Silvera Lima por José Villar al frente del Ministerio de Turismo, Crispo fue nombrado por segunda vez subsecretario del mismo.
En esta segunda oportunidad, permaneció en el puesto durante casi un año y medio, hasta que en agosto de 1988 lo reemplazó Juan Tafernaberry.

## Otras actividades

### Actividad empresarial
Posteriormente abandonó la actividad política y se dedicó a actividades empresariales.
A partir de 1991 se desempeñó como director de la empresa New Age Data.
Representó al grupo accionista minoritario de la compañía Metzen y Sena.

### Organizaciones deportivas y sociales
Aficionado a la práctica del golf, participa regularmente en torneos de dicho deporte.
Fue directivo, vicepresidente y presidente del Cantegril Country Club de Punta del Este entre 2003 y 2012.Al año 2024 continúa integrando diversas comisiones en dicho club.
Integra también el Club de Golf del Uruguay, del que en 2016 fue candidato a presidente.Forma parte de la subcomisión del Centenario del Club.